# Aviel Cahn
Aviel Cahn (Zürich, 14 juni 1974) is een Zwitserse expert op het gebied van opera. In 2009 werd hij aangesteld als artistiek directeur van Opera Vlaanderen.

## Biografie
Cahn studeerde rechten aan de universiteit van Zürich, aangevuld met zang en piano. 
Hij bekleedde verschillende functies in internationale operahuizen in onder meer Zwitserland, China en Finland. Cahn zetelt in de raad van het Europäischen Musiktheater-Akademie sinds 2013 en sinds 2016 in de raad van Opera Europa.
Hij had enige tijd een relatie met Clara Cleymans.

## Eerbetoon
- 2013 - Ebbenhouten Spoor